# Heilig-Geist-Kirche (Tychy)

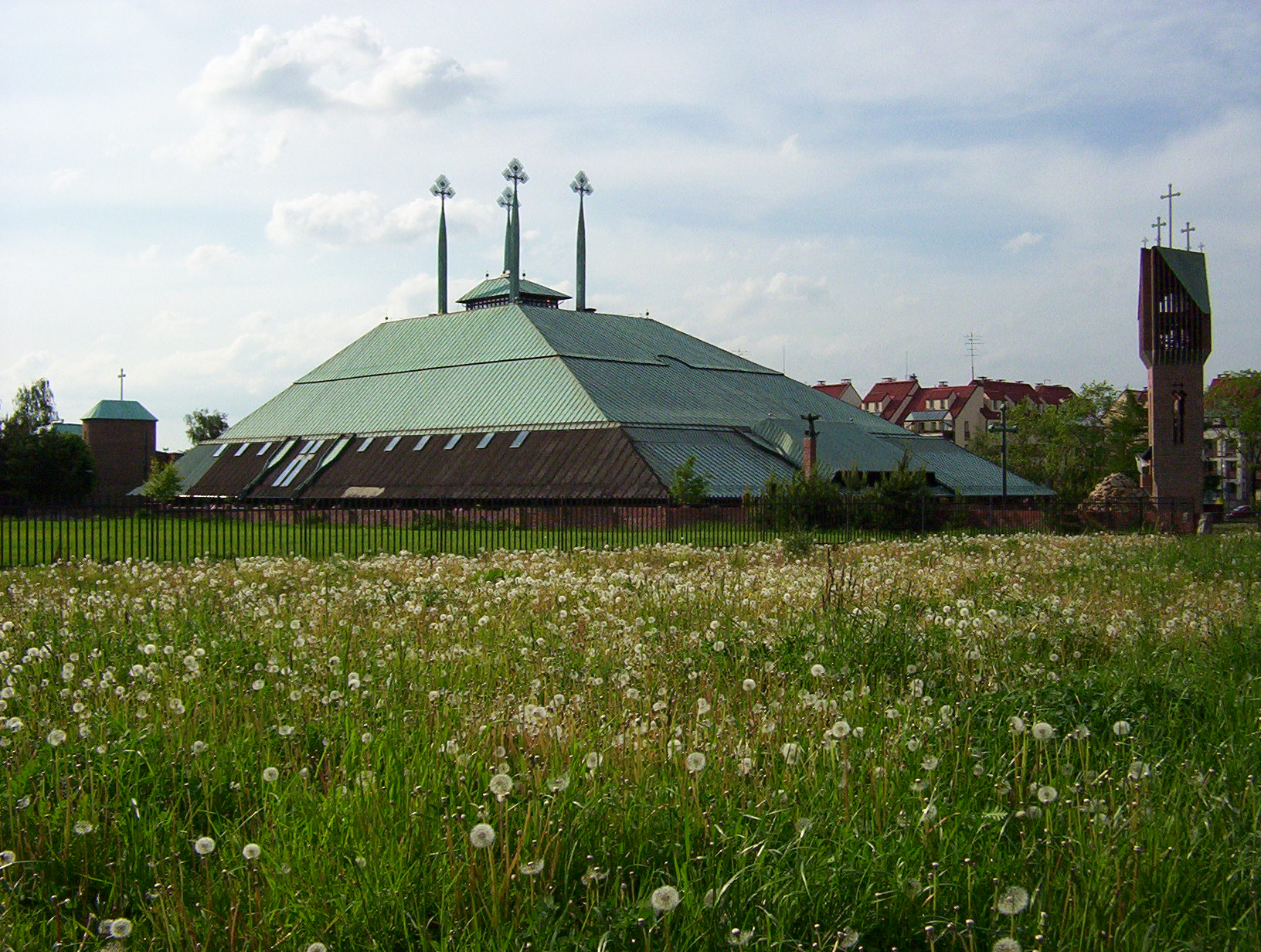
Blick auf die Heilig-Geist-Kirche in Tychy

Die Heilig-Geist-Kirche (polnisch Kościół Ducha Świętego) steht in Tychy in der polnischen Woiwodschaft Schlesien und gehört zu den wichtigsten Beispielen des Kritischen Regionalismus in Polen.

## Geschichte
Die Kirche wurde von 1979 bis 1983 nach einem Entwurf des Architekten Stanisław Niemczyk erbaut. Da die kommunistischen Machthaber den Kirchenbau zu der Zeit erschwerten, fehlten auch beim Bau der Heilig-Geist-Kirche in Tychy Baumaterialien und Baumaschinen. Der Bau der Kirche konnte erst durch die Mithilfe von neun Pensionären und weiteren Aufbauhelfenden ermöglicht werden, die die Herstellung der erforderlichen größeren Betonelemente koordinierten und dabei zahlreiche einfache Betonmischer nutzten.

## Architektur
Die Heilig-Geist-Kirche hat die Form eines schiefen Pyramidenstumpfes mit rechteckigem Grundriss, wobei die Längsseiten die größten Ausmaße aufweisen. Die Form der Kirche erinnert dadurch an ein Zelt. Auf der rechteckigen Deckfläche des Pyramidenstumpfes befinden sich vier kleine Türmchen, jeweils in einer der Ecken der Fläche, sowie eine kleine mittig positionierte unregelmäßige Pyramide. Das Dach und die Türmchen sind mit Kupferblech gedeckt. Wenige Meter nordwestliche des Hauptgebäudes steht der freistehende Glockenturm aus Backsteinmauerwerk.
Der Kircheninnenraum konnte trotz der zeltartigen Form durch Stahlbetonträger ohne störende Stützbalken errichtet werden. Die Holzdecke enthält Malereien von Jerzy Nowosielski.
Die Heilig-Geist-Kirche zeichnet sich durch einen modernen, aber dennoch eindeutig polnischen Charakter aus. Die Kirche zählt zwar zu den interessantes Kirchen, die im sozialistischen Polen errichtet wurden, jedoch führte die ungewöhnliche Form des Gebäudes in der Öffentlichkeit auch zu Diskussionen.

## Auszeichnungen
- 1983 wurde das Gebäude mit dem SARP-Preis für Architektur des Verbandes Polnischer Architekten SARP ausgezeichnet.[1]